# Olios simoni
Olios simoni är en spindelart som först beskrevs av O. Pickard-Cambridge 1890.  Olios simoni ingår i släktet Olios och familjen jättekrabbspindlar.
Artens utbredningsområde är Guatemala. Inga underarter finns listade i Catalogue of Life.